# Stazione di Uzumasa
La stazione di Uzumasa (太秦駅?, Uzumasa-eki) è una stazione ferroviaria situata nel quartiere di Ukyō-ku della città di Kyoto, nella prefettura omonima in Giappone. Si trova sulla linea principale San'in ed è utilizzata dai treni del servizio linea Sagano.

## Linee e servizi
JR West
■ Linea Sagano

## Caratteristiche
La stazione ferroviaria serve la linea Sagano che collega Kyoto con Kameoka, ed è costituita da una banchina a isola centrale con due binari in superficie. La stazione supporta la bigliettazione elettronica ICOCA ed è dotata di tornelli automatici di accesso ai binari.
| 1 | ■ Linea Sagano | per Nijō e Kyoto                   |
| 2 | ■ Linea Sagano | per Kameoka, Sonobe, e Fukuchiyama |

## Stazioni adiacenti
| «                   | Servizio     | »               |
| Linea Sagano        | Linea Sagano | Linea Sagano    |
| ------------------- | ------------ | --------------- |
| Hanazono            | Locale       | Saga-Arashiyama |
| Il Rapido non ferma |              |                 |